# Mont Tiantai (Sichuan)
Pour l’article homonyme, voir Mont Tiantai (Zhejiang).
Le mont Tiantai (caractères chinois : 天台山 ; pinyin : tiān tái shān ; littéralement : « montagne de la terrasse céleste ») est situé dans la province chinoise du Sichuan à 120 km de la capitale Chengdu. C'est l'un des sanctuaires des pandas géants de la province.

## Parc national du mont Tiantai
Le parc touristique du mont Tiantai a été décrété parc national le 13 janvier 2004.